# Marjolein Kriek
Marjolein Kriek (22 november 1973, Leiden) is een Nederlands klinisch geneticus van het 
Leids Universitair Medisch Centrum (LUMC). In 2008, werd ze de eerste vrouw en waarschijnlijk de eerste Europeaan 
waarvan het totale DNA genoom gesequencet is.

## Sequencing project

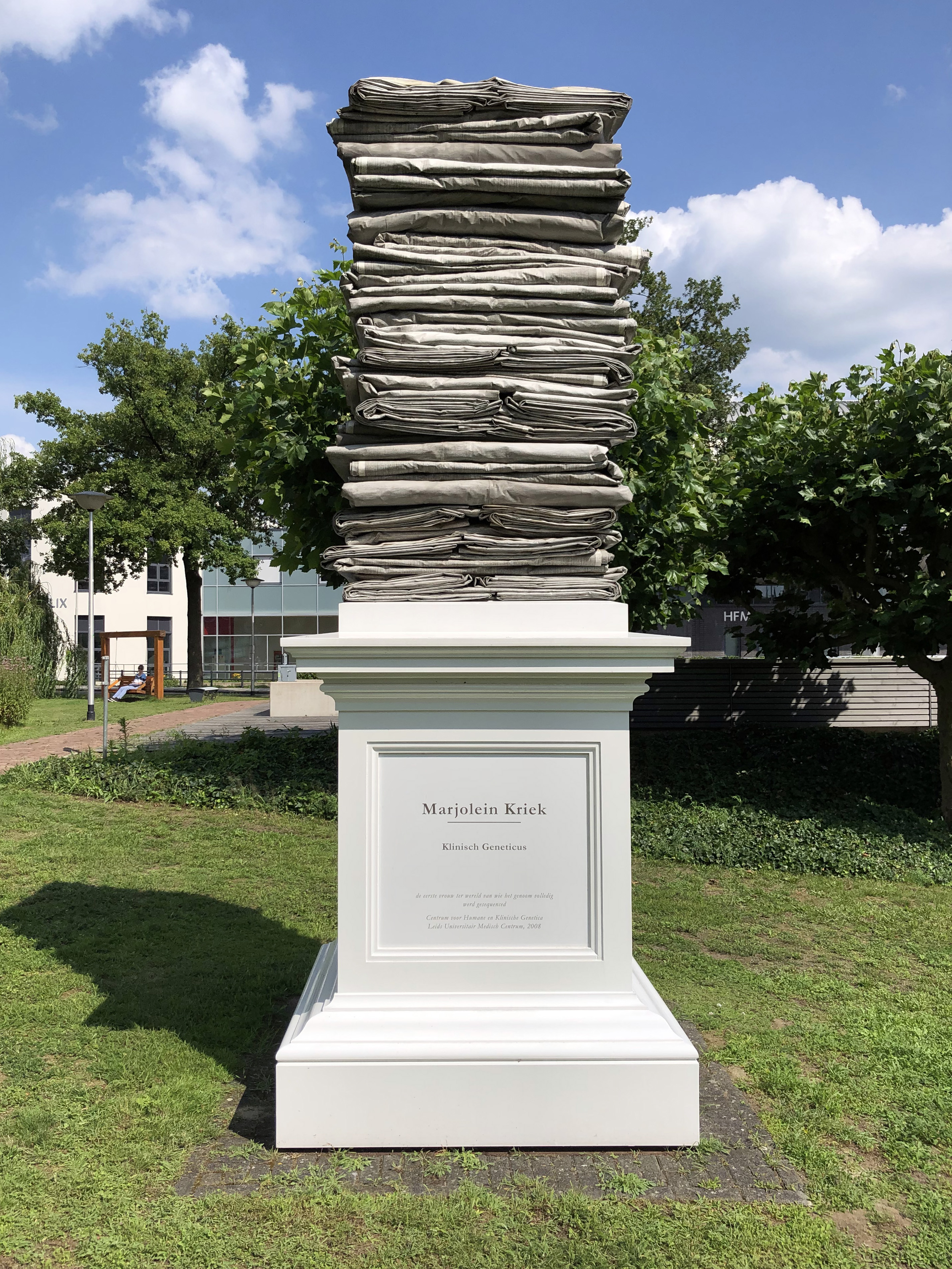
Standbeeld van Marjolein Kriek op het terrein van de Radboud Universiteit Nijmegen waarbij ze uitgebeeld is als een DNA-computerprint, Bas van Vlijmen, 2011

Universiteit Leiden kondigde de voltooiing van de negen maanden durende sequencing van het genoom van Kriek aan op 26 mei 2008, hoewel de resultaten van het onderzoek later werden gepubliceerd. Het onderzoek is een initiatief van Gert-Jan van Ommen van het LUMC team en directeur van het Center for Medical Systems Biology (CMSB), om inzicht te krijgen in X-chromosoom variabiliteit. De dataset bevat belangrijke redundantie, elk basenpaar werd gemiddeld zeven tot acht keer bemonsterd. 
Op dat moment was Kriek een van de vijf of zes mensen, van wie het gehele genoom gesequencet was, de anderen zijn James D. Watson, Craig Venter, twee Yoruba-Afrikaanse mannen en Dan Stoicescu uit Zwitserland